# 袁景輅
袁景辂（1724年—1767年），字质中，号朴村。清朝吳江人。
雍正二年甲辰（1724年）出生。乾隆五年（1740年）追隨沈德潜學詩。中年棄舉業。乾隆二十九年（1764年）與王元文、袁益之、顾汝敬、顾我鲁、陈毓升、陈毓咸等人創立竹溪诗社。乾隆三十二年丁亥（1767年），去世，年僅四十四。尝辑《松陵诗徵》。著有《小桐庐诗稿》。